# Svend Sinding
Svend Sinding (14. august 1881 i København – 30. december 1929 i København) var en dansk arkitekt.
Sindings forældre var fotograf, senere hoffotograf Niels Edvard Sinding og Nicoline Marie Kleis. Han blev student 1899, dernæst murersvend og dimittend fra Teknisk Skole. Han gik på Kunstakademiets Arkitektskole i København fra november 1901 til januar 1913. Sinding arbejdede som konduktør ved opførelsen af Rigshospitalet under Martin Borch 1904-10. 
Han var leder af Ingeniørkorpsets tegnestue ved opførelsen af kaserner i sjællandske byer 1912-15 samt medlem af Akademisk Arkitektforenings honorar- og retsudvalg 1929. Han modtog K.A. Larssens legat 1914.
Han udstillede tegninger på Charlottenborg Forårsudstilling 1914-16 og 1930. Han rejste i Østrig, Tjekkoslovakiet, Tyskland og Frankrig.
Svend Sinding ægtede 5. september 1913 i København Ella Christence Qvortrup (11. december 1883 på Brandstrupgård, Tersløse Sogn – 16. december 1938 i København), datter af proprietær Carl August Seehusen Qvortrup og Hulda Karoline Forum. Han er begravet på Vestre Kirkegård.

## Værker
- Administrationsbygninger, gymnastikhuse, depoter til kaserner i: Vordingborg, Slagelse (nedrevet), Holbæk, Ringsted (1912-13)
- Administrations- og depotbygning og gymnastikhus til 25. og 26. fodfolksbataljon, fra 1923 Kvægtorv, Farimagsvej 8, Næstved (1913)
- Kommandobygning og stald, Dronning Margrethes Vej 39, Roskilde (1913-14, nu plejestiftelse)
- Teknologisk Institut, nu FOA, Staunings Plads 1-3, København (1915-18, 1. præmie, 2. etape ved Gotfred Tvede 1926-27, fraflyttet 1976)
- Carl Permins kirurgiske klinik, fra 1952 Grønlænderhjemmet, Tranegårdsvej 26, Hellerup (1915-17, totalt ombygget til ejerlejligheder 2008-14, tag, vinduer og facader ændret)
- Vandtårn, Køgevej, Roskilde (1917, nedrevet 1973)
- Ombygning af Hotel Postgården, Slagelse (1918)
- Boligkarré, Sankt Kjelds Plads 2/Nygårdsvej 59-65/Tåsingegade 66, København (1926)

### Projekter
- Landbobanken, Slagelse (1929)